# Cooked
Cooked é um documentário dividido em episódios, disponível na Netflix, e baseado no livro "Cooked"  (também conhecido como Cozinhar, Uma História Natural da Transformação) do jornalista e também apresentador do programa, Michael Pollan.

## Programa
O programa trata das diferenças culturais da culinária, a origem das comidas, e os pactos que elas fizeram na história da humanidade.
A mensagem que o programa deseja passar, é chamar as pessoas a terem consciência aos produtos que consomem na alimentação. Ao longo do documentário, Pollan visita os países de 3º mundo, experimentando suas comidas, e explicando suas origens e existências.
Na tradução portuguesa, cooked significa 'cozido'.

### Episódios
Os nomes dos episódios se baseiam nos quatro elementos naturais, dando à cada um, uma importância para culinária
| Nº | Nome  |
| -- | ----- |
| 1  | Fogo  |
| 2  | Água  |
| 3  | Ar    |
| 4  | Terra |